# أرون هيل
أرون هيل (بالإنجليزية: Aaron Hill) (و. 1685 – 1750 م) هو شاعر، وكاتب مسرحي، من المملكة المتحدة، توفي عن عمر يناهز 65 عاماً.

## التعليم
تعلم في مدرسة وستمنستر.

## روابط خارجية
- أرون هيل على موقع IMDb (الإنجليزية)
- أرون هيل على موقع الموسوعة البريطانية (الإنجليزية)
- أرون هيل على موقع إن إن دي بي (الإنجليزية)
- أرون هيل على موقع ديسكوغز (الإنجليزية)
- أرون هيل على موقع قاعدة بيانات الفيلم (الإنجليزية)